# Arnaldo Ochoa
Arnaldo Tomás Ochoa Sánchez (* 1930 in Cacocum, Provinz Oriente, Kuba; † 13. Juli 1989 in Havanna, Kuba) war ein kubanischer General, der hingerichtet wurde, nachdem er vor einem Militärgericht der Korruption, der betrügerischen Nutzung ökonomischer Ressourcen und des Drogenhandels für schuldig befunden worden war.

## Biografie
Ochoa wurde in eine alte Bauernfamilie im kubanischen Osten hineingeboren und erhielt zunächst nur die sechsjährige Volksschulausbildung. Im März 1958 schloss er sich gemeinsam mit mehreren seiner Brüder Castros Guerillaarmee in der Sierra Maestra an, die gegen die Diktatur Fulgencio Batistas kämpfte. Im Revolutionskrieg spielte er eine entscheidende Rolle beim Fall von Santa Clara. Später wurde er enger Freund Raúl Castros. Ochoa soll der einzige Überlebende der Loyalisten von Camilo Cienfuegos gewesen sein, die 1959 zu einer gescheiterten Mission zum Sturz des Diktators Trujillo in die Dominikanische Republik geschickt wurden.
Er nahm 1961 an der erfolgreichen Zurückschlagung der Invasion in der Schweinebucht teil und kämpfte im Bürgerkrieg gegen die Aufständischen im Escambray-Gebirge, bevor er in einer langen Reihe von Auslandseinsätzen zu einem der gefechtserprobtesten Befehlshaber der kubanischen Streitkräfte wurde.
Im Jahre 1965 wurde er Mitglied der als Einheitspartei nach sowjetischem Vorbild gegründeten Kommunistischen Partei Kubas. Er war über zwanzig Jahre Mitglied des Zentralkomitees der Partei. Er absolvierte die Militärakademie in Matanzas und wurde später an die Frunse-Akademie in der Sowjetunion geschickt.
Zwischen 1967 und 1969 bildete Ochoa Rebellen in der Republik Kongo aus. Er wurde auf eine geheime Mission nach Venezuela geschickt, die jedoch mit einer strategischen Niederlage und dem Verlust von vielen Menschenleben endete.
1972 leitete er ein 500 Mann starkes kubanisches Kontingent, das die Armee von Sierra Leone ausbildete. Während des Jom-Kippur-Krieges 1973 diente er als Ausbilder syrischer Truppen auf den Golan-Höhen. Im Jahre 1975 wurde Ochoa nach Luanda, Angola, geschickt, um dort einen kritischen Feldzug gegen die FNLA zu führen. Dort erwarb er sich den Respekt sowohl von sowjetischen als auch kubanischen Militärs. 1977 wurde er zum Kommandeur der Kubanischen Expeditionsstreitkräfte in Äthiopien ernannt, die unter der Befehlsgewalt des sowjetischen Generals Wassili Petrow standen (Ogadenkrieg). Seine Erfolge gegen die somalische Armee beeindruckten die sowjetischen Befehlshaber. Im Jahre 1984 wurde Ochoa, inzwischen General und schon weithin als großer Internationalist bekannt, von Fidel Castro mit dem höchsten Militärorden als „Held der Republik Kuba“ ausgezeichnet. 
Von 1984 bis 1986 war Ochoa als Militärspezialist in Nicaragua stationiert, um das im Contra-Krieg eingesetzte Sandinistische Volksheer in Fragen der Aufstandsbekämpfung (Counterinsurgency) zu beraten. Hierbei entwickelte sich ein enges Verhältnis zum nicaraguanischen Oberkommandierenden, Humberto Ortega, der außerordentlich von Ochoas Fachkenntnissen profitierte.
1987 und 1988 war Ochoa Oberbefehlshaber der in Angola eingesetzten Truppen. In dieser Zeit ließ er nach späteren Angaben Raúl Castros drei Kubaner wegen Mordes an Angolanern als Kriegsverbrecher hinrichten. Er wurde mit der höchsten militärischen Auszeichnung Held der Republik geehrt und galt auch in der Bevölkerung als hochangesehen.  
Als er 1989 hoch dekoriert aus Angola zurückkehrte, sollte er eigentlich ab Juni des Jahres das Kommando der westlichen Streitkräfte (Ejército Occidental) übernehmen. Stattdessen gab am 12. Juni 1989 das kubanische Verteidigungsministerium die Inhaftierung und die Einleitung eines Ermittlungsverfahrens gegen den Divisionsgeneral Arnaldo Ochoa Sánchez und weitere hohe Militärs wegen Hochverrats, schwerer Fälle von Korruption, betrügerischer Nutzung ökonomischer Ressourcen und Drogenhandels bekannt. Zum Zeitpunkt seiner Verhaftung war Ochoa Kubas ranghöchster Militär nach den Castro-Brüdern. Ochoa verbrachte einen Monat in einem Gefängnis auf einem Militärstützpunkt in West-Havanna. Er wurde gemeinsam mit weiteren hohen Militärs vor ein Militärgericht gestellt, welches ihn am 12. Juli in allen Punkten der Anklage für schuldig befand. Rund einen Monat hatte das Kubanische Fernsehen Mitschnitte der Gerichtsverhandlung gesendet, die von der Bevölkerung mit enormem Interesse verfolgt wurden. Der Staatsrat Kubas bestätigte alle in diesem Fall ausgesprochenen vier Todesstrafen, darunter auch die von Ochoa.
Experten gehen davon aus, dass Ochoa und seine Mitstreiter mit Wissen und Billigung beider Castro-Brüder gehandelt haben müssen, auch wenn Ochoa im Prozess gestand, ohne Auftrag gehandelt zu haben. Ochoas Hauptmitstreiter Tony de la Guardia, Oberst im Innenministerium, wie Ochoa Mitglied des inneren Führungszirkels Kubas, war Leiter der Abteilung Devisenbeschaffung „MC“ („MC“ steht für Moneda Convertible – konvertierbare Währung). Ihre Aufgabe war es, ähnlich zu ihrem DDR-Pendant Kommerzielle Koordinierung unter Umgehung des US-Embargos westliche Industriegüter und Devisen unter anderem für Waffenkäufe zu beschaffen. Hierzu stiegen sie in den international geächteten Elfenbeinhandel ein und knüpften enge Kontakte zum kolumbianischen Drogenkartell um Pablo Escobar. In den USA wurde zunehmend die offensichtlich aktive Verstrickung Kubas in den Drogenhandel öffentlich, so dass die Castros hier handeln mussten, um Kubas positives Image in weiten Teilen der Welt nicht dauerhaft zu beschädigen.
In den frühen Morgenstunden des 13. Juli 1989 wurde Arnaldo Ochoa Sánchez (El Moro) gemeinsam mit drei weiteren Offizieren von einem Erschießungskommando hingerichtet. Papst Johannes Paul II. hatte die kubanische Führung zuvor um Gnade für die Verurteilten gebeten. Ochoa wurde in einem anonymen Grab auf einem Friedhof in Havanna beigesetzt. Im Nachhinein gab es noch weitreichende Säuberungen bei den Streitkräften und dem Innenministerium, denen mindestens zehn höhere Offiziere und der Innenminister selbst zum Opfer fielen. General Abrantes, der einzige Mann, der mit Sicherheit hätte sagen können, dass Castro über alles informiert gewesen war, starb, trotz ursprünglich guter Gesundheit, nur wenige Monate nach seiner Verhaftung im Gefängnis.